# Aristolochia naviculilimba
Aristolochia naviculilimba är en piprankeväxtart som beskrevs av Ding Hou. Aristolochia naviculilimba ingår i släktet piprankor, och familjen piprankeväxter. Inga underarter finns listade i Catalogue of Life.